# Baia de Criș
Baia de Criș là một xã thuộc hạt Hunedoara, România. Dân số thời điểm năm 2002 là 3031 người.